# Ларнак-Невилл, Гай, 4-й маркиз Абергавенни
Майор Гай Темпл Монтегю Ларнак-Невилл, 4-й маркиз Абергавенни (англ. Guy Temple Montacute Larnach-Nevill, 4th Marquess of Abergavenny; 15 июля 1883 — 30 марта 1954) — британский пэр.

## Биография
Родился 15 июля 1883 года. Старший сын лорда Джорджа Монтегю Невилла (1856—1920) и его жены Флоренс Мэри Соанес (? — 1929). Внук Уильяма Невилла, 1-го маркиза Абергавенни (1826—1915).
30 октября 1909 года в Лондоне он женился на Изабель Нелли Ларнак (? — 5 ноября 1953), единственном ребенке Джеймса Уокера Ларнака (? — 1919) и леди Изабель Леттис Теодосии Бойл (1859—1904). У супругов было трое детей:
- Леди Анджела Изабель Нелли Невилл (3 августа 1910 — 26 мая 1980), 1-й муж с 1930 года (развод в 1933) майор сэр Марк Вейн Милбанк, 4-й баронет (1907—1984), 2-й муж с 1933 года Джон Дигби Томас Пепис, 7-й граф Коттенхэм (1907—1968), от брака с которым у неё было четверо детей
- Подполковник Джон Генри Гай Невилл, 5-й маркиз Абергавенни (8 ноября 1914 — 23 февраля 2000), старший сын и преемник отца
- Лорд Руперт Чарльз Монтегю Невилл (29 января 1923 — 19 июля 1982), женат с 1944 года на леди Энн Камилле Эвелин Уоллоп (род. 1925), от брака с которой у него было четверо детей.

17 июня 1919 года после смерти своего тестя он изменил свою фамилию (только для себя и своей жены) с Невилл на Ларнак-Невилл. Он получил звание капитана Шотландской гвардии и звание почетного майора в 1920 году в йоменри Сассекса. Он занимал должность заместителя лейтенанта, а также занимал должность мирового судьи в Сассексе.
10 января 1938 года после смерти своего дяди, Генри Невилла, 3-го маркиза Абергавенни (1854—1938), который умер, не оставив после себя мужского потомства, Гай Ларнак-Невилл унаследовал титулы 4-го маркиза Абергавенни, (Монмутшир), 4-го графа Льюиса (Сассекс), 8-го виконта Невилла из Бирлинга (Кент), 8-го графа Абергавенни (Монмутшир) и 22-го лорда Абергавенни.
4-й маркиз Абергавенни скончался 30 марта 1954 года в возрасте 70 лет. Ему наследовал его старший сын Джон.